# Condado de King William
O Condado de King William é um dos 95 condados do estado americano de Virgínia. A sede do condado é King William, e sua maior cidade é King William. O condado possui uma área de 740 km² (dos quais 26 km² estão cobertos por água), uma população de 13 146 habitantes, e uma densidade populacional de 18 hab/km² (segundo o censo nacional de 2000). O condado foi fundado em 1702.